# Abuta fluminum
Abuta fluminum är en tvåhjärtbladig växtart som beskrevs av Krukoff och Barneby. Abuta fluminum ingår i släktet Abuta och familjen Menispermaceae. Inga underarter finns listade i Catalogue of Life.